# Schulen für Afrika

Deutschsprachige Version des Logos von „Schulen für Afrika“

Das Projekt Schulen für Afrika (englisch: Schools for Africa) wurde 2004 von UNICEF, der Nelson Mandela Foundation und der „Hamburger Gesellschaft zur Förderung der Demokratie und des Völkerrechts“ gegründet. Ziel der Initiative ist es, dass möglichst viele Kinder in Afrika eine schulische Bildung erhalten. Nach 2015 waren keine Aktivitäten mehr feststellbar.

## Geschichte
Bei der Gründung des Projekts durch UNICEF – das Kinderhilfswerk der Vereinten Nationen –, die Nelson Mandela Foundation und die „Hamburger Gesellschaft zur Förderung der Demokratie und des Völkerrechts“ am 6. Dezember 2004 in Südafrika sagte der ehemalige südafrikanische Präsident Nelson Mandela: „Bildung ist der Zugang zu Freiheit, Demokratie und Entwicklung“.
Die „Hamburger Gesellschaft zur Förderung der Demokratie und des Völkerrechts“ wurde vom deutschen Reeder Peter Krämer (1950–2017) gegründet und später in „Peter Krämer Stiftung“ umbenannt. Die Förderung von Schulen und Schülern von Deutschland aus erfolgt seit 2005 in den Ländern Madagaskar, Malawi, Niger, Ruanda und Südafrika. Insgesamt 155.000 Bundesbürger sowie 3000 Unternehmen spendeten bis 2009 in Deutschland für das Projekt. Mit dem Geld wurden 680 Schulen neu gebaut oder instand gesetzt, 740 Schulen erhielten einen Wasseranschluss oder verbesserte Latrinen. 1,3 Millionen Kinder erhielten neue Klassenzimmer oder neues Schulmaterial. Zusammen mit der Schulung von 80.000 Lehrern verbesserte sich somit die Unterrichtssituation für 3,6 Millionen Kinder in Afrika (Stand Ende 2009). Peter Krämer trug mit eigenen Millionenspenden wesentlich zur Finanzierung bei. Das Projekt wird auf seiner Website als „bedeutendste und erfolgreichste Privatinitiative im Bildungsbereich weltweit“ bezeichnet.

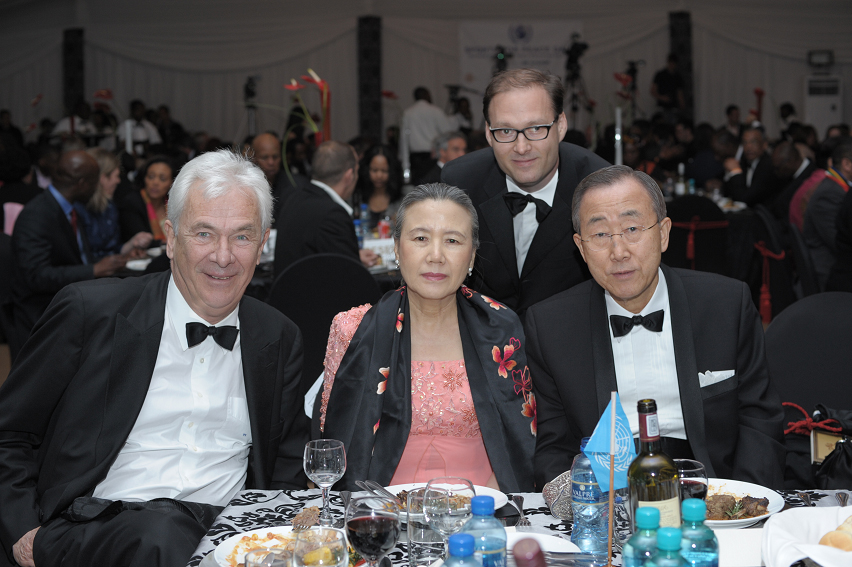
Schulen für Afrika-Gründer Peter Krämer (links) in Südafrika, 2010, mit Ban Ki-moon und Gattin und Jaka Bizilj

Ein Ziel des internationalen Projekts war, bis 2009 mehr als 40 Millionen Kindern zu helfen. UNICEF läutete Ende November 2009 mit einer Veranstaltung in Berlin die zweite Phase des Projektes ein. Mit dabei waren UNICEF-Schirmherrin Eva Luise Köhler, Oliver Bierhoff, der Manager der deutschen Fußballnationalmannschaft und UNICEF-Botschafter, Peter Krämer, der Vorsitzende von UNICEF Deutschland, Jürgen Heraeus, und UNICEF-Patin Eva Padberg. Von Beginn 2010 an wurde „Schulen für Afrika“ auf fünf weitere Länder ausgedehnt: Äthiopien, Burkina Faso, Mali, Madagaskar und Niger.
2012 eröffnete Krämer in Maputo die tausendste vom Projekt finanzierte Schule.
Nach Angaben auf der englischsprachigen Website wurden bis 2015 mit Spenden von über 200 Millionen US-Dollar mehr über 30 Millionen Schüler unterstützt.
UNICEF plante ein Projektende 2015.

## Struktur und Ziele
Viele Schüler erhalten in Afrika keine ausreichende Schulbildung. Zu den Ursachen gehören Armut, Infrastrukturmängel, die Benachteiligung von Mädchen und Krankheiten wie AIDS. Der Schulbesuch ist mit Kosten verbunden, die oft nicht aufgebracht werden können. Eine gute Schulbildung wird aber als Schlüssel gesehen, der Armut zu entfliehen.
UNICEF setzte die Spenden aus der Aktion „Schulen für Afrika“ in 13 Programmländern ein: Angola, Äthiopien, Burkina Faso, Guinea-Bissau, Madagaskar, Malawi, Mali, Mosambik, Niger, Ruanda, Sierra Leone, Simbabwe und Südafrika. Dort half UNICEF, verfallene Klassenräume wieder herzurichten oder neue Räume zu bauen. Es sorgte für eine verbesserte Trinkwasserversorgung sowie einfache Latrinen an den Schulen. Schüler und Lehrer wurden mit Büchern, Heften und Lehrmaterial versorgt, für die Klassenzimmer stellte UNICEF Bänke, Tische und Tafeln bereit. Zugleich schulte UNICEF Lehrerkräfte, damit sie ihren Unterricht kindgerechter gestalteten. Schulleiter erhielten Hilfe, um den Schulbetrieb gut zu organisieren. An vielen Schulen förderte UNICEF regelmäßige Untersuchungen und Impfungen, um den Gesundheitszustand der Kinder zu verbessern. Um die Solidarität und Hilfsbereitschaft unter den Schülern zu stärken, unterstützte UNICEF Schülerclubs, in denen die Kinder sich nachmittags treffen konnten.
Zu den Geldgebern gehörten auch die IKEA Foundation und Gucci.

## Kritik im Zusammenhang mitSchools for Africa
2010 wurde die Zusammenarbeit von UNICEF und dem Süßwarenhersteller Cadbury Canada von Medizinern als sugarwashing kritisiert. Cadbury hatte 500.000 Dollar an Schools for Africa gespendet und daraufhin mit dem UNICEF-Logo auf seinen Süßwarenpackungen geworben.